# Левіна Зара Олександрівна
Зара Олександрівна Левіна (23 січня [5 лютого] 1906, Сімферополь — 27 червня 1976, Москва) — радянська піаністка і композиторка. Заслужений діяч мистецтв РРФСР (1967). Дружина композитора Миколи Чемберджі, мати мемуаристки і перекладачки Валентини Чемберджі.

## Біографія
Зара Левіна народилася в родині власника невеликої крамниці, скрипаля-дилетанта; мати була сурдопедагогом (вчителькою російської мови) в школі для глухонімих дітей. Навчалася в гімназії в Олександрівську, потім — в Одеській консерваторії у Броніслави Дронсейко-Миронович , де познайомилася з Б. М. Рейнгбальд. Квартиру в одеському будинку, де жили Льовині ( Ніжинська вулиця, 3), відвідував в 1920–1921 роках Ісайя Браудо ; у дворі будинку жив також Борис Шехтер, через якого Зара Левіна незабаром познайомилася з Олександром Давиденко. 
У 1925 році вона була прийнята на композиторське відділення Московської консерваторії в клас Рейнгольда Глієра. На вступному іспиті Левіна показала свою «Четверту сонату». Одночасно вона була прийнята педагогом по фортепіано в Технікум імені Скрябіна, де в цей час викладав також Д. Б. Кабалевський. Незабаром Левіна стала додатково займатися фортепіано під керівництвом Фелікса Блуменфельда. (фортепіано), і Миколи Мясковського (композиція). У роки навчання в консерваторії вона вступила в «Виробничий колектив студентів-композиторів Московської консерваторії» (Проколл) — творчу групу, створену А. Давиденко; в 1929 році перейшла в РАПМ, де піддавалася гонінням і цькування, в тому числі за її виступу з класичною музикою[джерело?]
Для випускного іспиту Зарой Льовіной була написана «Поема про Леніна» для оркестру, хору та солістів на слова Олексія Суркова. Роки після закінчення консерваторії (в 1932 році) і ліквідації РАПМ були насичені творчим життям, дружбою з Сергієм Прокоф'євим, Дмитром Шостаковичем, Арамом Хачатуряном, Самуїлом Фейнбергом і іншими відомими музикантами; в цей час вона вийшла заміж за Миколу Чемберджі. 
Основні твори Льовіной — два фортепіанні концерти, дві сонати для скрипки і фортепіано, фортепіанні п'єси. Льовіной також належить понад 200 романсів на вірші Пушкіна і Лермонтова, Сергія Єсеніна, Самуїла Маршака, Євгенія Долматовського, Аветік Ісаакяна, Сільви Капутикян, вівсі Дріза і ін., А також пісні для дітей (на вірші Емми Мошковський ). Ряд вокальних творів Льовіной записали Зара Долуханова , Наталя Шпиллер , Вікторія Іванова (акомпанемент композитора), перша скрипкова соната була записана Давидом Ойстрахом, п'єси для віолончелі — Святославом Кнушевицкого[джерело?] У 1967 році була удостоєна званням «Заслужений діяч мистецтв РРФСР». 
Померла в Москві 27 червня 1976 року. 